# WASP-12b
WASP-12b là một ngoại hành tinh quanh quanh sao WASP-12, được các nhà nghiên cứu của tổ chức Tìm kiếm hành tinh góc rộng (WASP) phát hiện năm 2008 bằng phương pháp quá cảnh. Phát hiện này được công bố ngày 1 tháng 4 năm 2008. Do có quỹ đạo cực gần ngôi sao chủ, nó có mật độ thấp nhất đối với một ngoại hành tinh ('phồng lên' do luồng năng lượng từ ngôi sao). Hành tinh này chỉ mất trên một ngày một chút để quay một vòng quanh ngôi sao, tương phản với chu kỳ 365 ngày của Trái Đất quanh Mặt Trời. Khoảng cách của nó từ ngôi sao là 0,0229 AU (3,43 triệu km hay 2,115 triệu dặm) chỉ bằng 1/44 khoảng cách từ Trái Đất tới Mặt Trời, với độ lệch tâm giống như Sao Mộc.
Ngày 3 tháng 12 năm 2013, các nhà khoa học làm việc với Kính viễn vọng không gian Hubble (HST) thông báo phát hiện ra nước trong khí quyển của ngoại hành tinh này. Tháng 7 năm 2014, NASA thông báo tìm thấy khí quyển rất khô trên ba ngoại hành tinh (HD 189733 b, HD 209458 b, WASP-12b) quay quanh các ngôi sao giống như Mặt Trời.
Tháng 9 năm 2017, các nhà nghiên cứu làm việc với HST thông báo rằng WASP-12b hấp thụ chứ không phản xạ tới tối thiểu 94% ánh sáng chiếu tới bề mặt của nó. Kết quả là ngoại hành tinh này được mô tả như là "đen như nhựa đường" hay "đen hắc ín" và là một loại hành tinh được gọi là Sao Mộc nóng.

## Đặc điểm

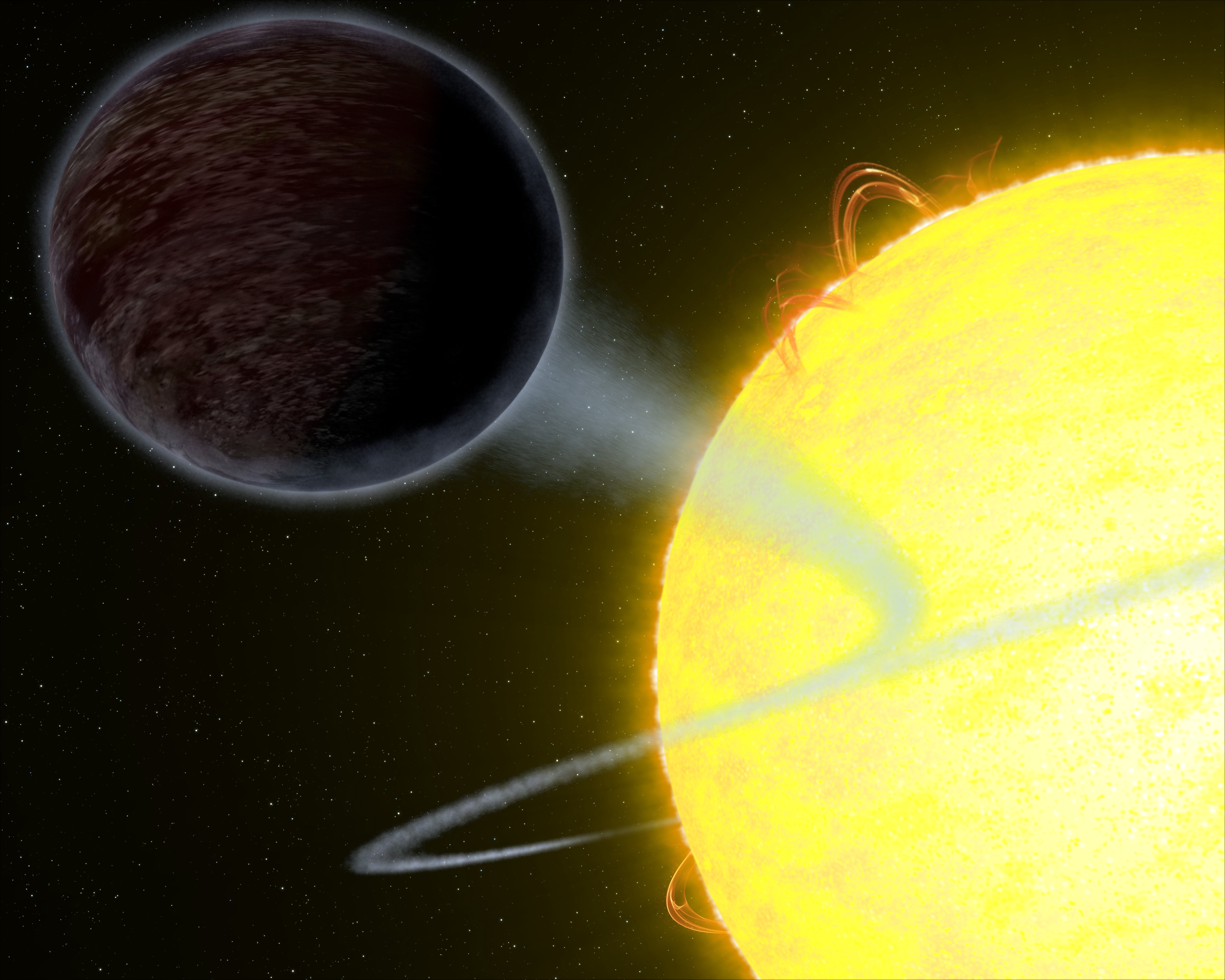
WASP-12b hấp thụ 94% ánh sáng chiếu tới bề mặt nó, làm cho nó có suất phản chiếu rất thấp, nghĩa là lượng ánh sáng mà nó phản xạ là rất ít.

Do các ngoại hành tinh kiểu Sao Mộc nóng là bị "khóa pha" do các tương tác triều (nghĩa là một mặt luôn hướng về phía ngôi sao chủ, tương tự như một mặt của Mặt Trăng luôn hướng về phía Trái Đất), nên sẽ có một luồng nhiệt lớn từ "mặt ban ngày" được chiếu sáng mạnh di chuyển tới "mặt ban đêm" lạnh hơn. Điều này được cho là sẽ dẫn tới những luồng gió rất mạnh luân chuyển vòng quanh bầu khí quyển của hành tinh này. Taylor Bell và Nicolas Cowan chỉ ra rằng hydro có xu hướng bị ion hóa ở mặt ban ngày. Sau khi chuyển tới mặt lạnh hơn trong những luồng gió thì nó có xu hướng kết hợp lại thành các nguyên tử trung hòa, và vì thế làm gia tăng vận chuyển nhiệt.
Hành tinh này gần với WASP-12 tới mức các lực thủy triều của ngôi sao làm biến dạng nó thành hình trứng và tước đoạt vật chất từ khí quyển của nó với tốc độ khoảng 10−7 MJ (khoảng 1,89 × 1017 tấn) mỗi năm. Hiện tượng gọi là "nung nóng thủy triều" cộng với mức độ gần của hành tinh với ngôi sao chủ của nó làm cho nhiệt độ bề mặt của hành tinh này vượt quá 2.500 K (2.200 °C).
Ngày 20 tháng 5 năm 2010, Kính viễn vọng không gian Hubble phát hiện thấy WASP-12b đang bị ngôi sao chủ "ăn thịt". Các nhà khoa học biết rằng các ngôi sao có thể tiêu thụ các hành tinh; tuy nhiên, đây là lần đầu tiên một sự kiện như vậy được quan sát rõ ràng đến thế. NASA ước tính rằng hành tinh này chỉ còn 10 triệu năm tuổi thọ.
Kính viễn vọng không gian Hubble quan sát hành tinh này bằng máy ghi phổ nguồn gốc vũ trụ (COS). Các quan sát đã xác nhận các dự đoán của Shu-lin Li từ Đại học Bắc Kinh công bố trong tạp chí Nature tháng 2 năm 2010. Bầu khí quyển của hành tinh này đã phình to gần gấp 3 lần bán kính của Sao Mộc, trong khi bản thân hành tinh này có khối lượng nhiều hơn 40% so với Sao Mộc.

## Quỹ đạo
Nghiên cứu năm 2012, sử dụng hiệu ứng Rossiter–McLaughlin, đã xác định quỹ đạo của hành tinh bị lệch mạnh với mặt phẳng xích đạo của ngôi sao chủ, với độ lệch bằng 59+15
−20°.
Nghiên cứu năm 2019 phát hiện ra rằng khoảng thời gian giữa hai lần quá cảnh đã giảm 29 ± 2 mili giây/năm kể từ khi phát hiện ra nó năm 2008. Nghiên cứu này dẫn tới kết luận rằng quỹ đạo của WASP-12b đang suy giảm do các tương tác triều giữa hành tinh và sao chủ WASP-12. Do sự suy giảm này, chu kỳ quỹ đạo sẽ ngắn hơn và hành tinh sẽ lại gần với ngôi sao chủ hơn, cho tới khi nó trở thành một phần của ngôi sao chủ. Quá trình này có thể mất vài triệu năm để hoàn thành. Sự suy giảm này nhanh hơn so với suy giảm của WASP-19b, với các dữ liệu hiện tại không cho thấy sự suy giảm.

### Hàm lượng cacbon
Chứng cứ gần đây chỉ ra rằng WASP-12b có tỷ lệ cacbon trên oxy cao, cao hơn đáng kể so với tỷ lệ này của Mặt Trời, chỉ ra rằng nó là một hành tinh khí khổng lồ giàu cacbon. Tỷ lệ C/O tương thích với các quan sát là xấp xỉ 1 trong khi tỷ lệ này của Mặt Trời là 0,54. Tỷ lệ C/O gợi ý rằng các hành tinh giàu cacbon có thể hình thành trong hệ sao này. Một trong các thành viên của nhóm nghiên cứu này bình luận rằng "với cacbon nhiều hơn oxy, bạn có thể có các loại đá chứa cacbon tinh khiết, như kim cương hay than chì".
Nghiên cứu đã công bố viết rằng: "Mặc dù các hành tinh khổng lồ giàu cacbon như WASP-12b chưa được quan sát, nhưng lý thuyết dự đoán vô số thành phần cho các hành tinh rắn với cacbon chiếm ưu thế. Ví dụ, các hành tinh cacbon có kích thước cỡ Trái Đất có thể có phần ruột chủ yếu là than chì hay kim cương, trái ngược với thành phần silicat của Trái Đất". Những nhận xét này đã khiến giới truyền thông thêu dệt nhiều chuyện, với một số thậm chí gọi WASP-12b là "hành tinh kim cương".
Hàm lượng cacbon của hành tinh chủ yếu nằm trong khí quyển của nó dưới dạng cacbon monoxit và methan. Nghiên cứu này công bố trên tạp chí Nature.

## Mặt Trăng
Các nhà thiên văn Nga khi nghiên cứu đường cong thay đổi độ sáng của hành tinh này đã quan sát thấy sự biến thiên đều đặn của ánh sáng có thể phát sinh từ vòng xuyến plasma bao quanh ít nhất một ngoại vệ tinh trên quỹ đạo xung quanh WASP-12b. Điều này là không được trông đợi, do các hành tinh nóng kiểu Sao Mộc dự kiến sẽ mất đi các vệ tinh lớn trong khoảng thời gian ngắn về mặt địa chất. Thay vì thế, vệ tinh được nói đến có thể chỉ là một thiên thể Troia.

## Thư viện ảnh

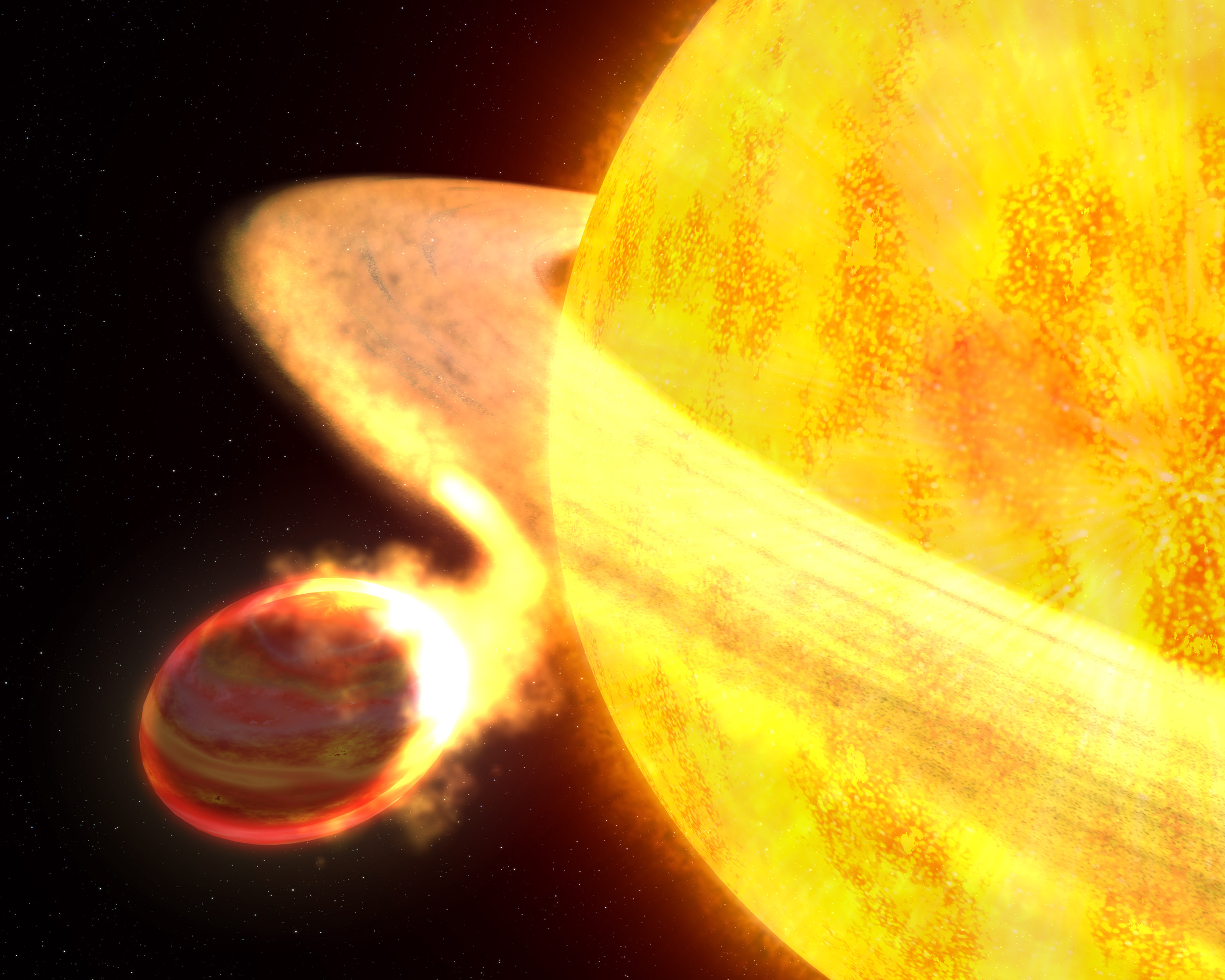
WASP-12b và ngôi sao chủ của nó, WASP-12 (hình cảm hứng nghệ sĩ).
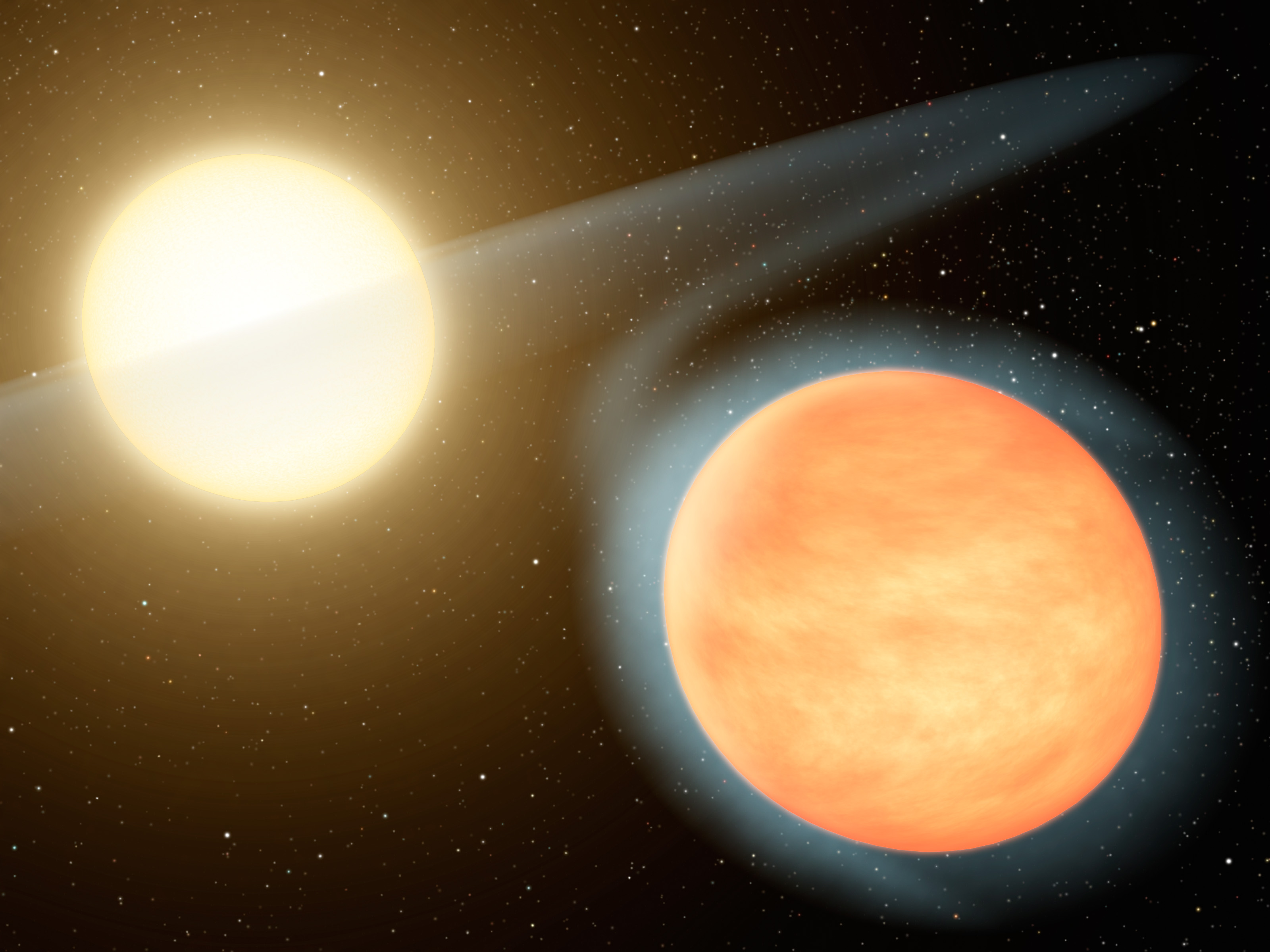
Hành tinh nóng, giàu cacbon WASP-12b và ngôi sao chủ. (Màu của ngoại hành tinh này là không rõ vào thời điểm sáng tác hình này).
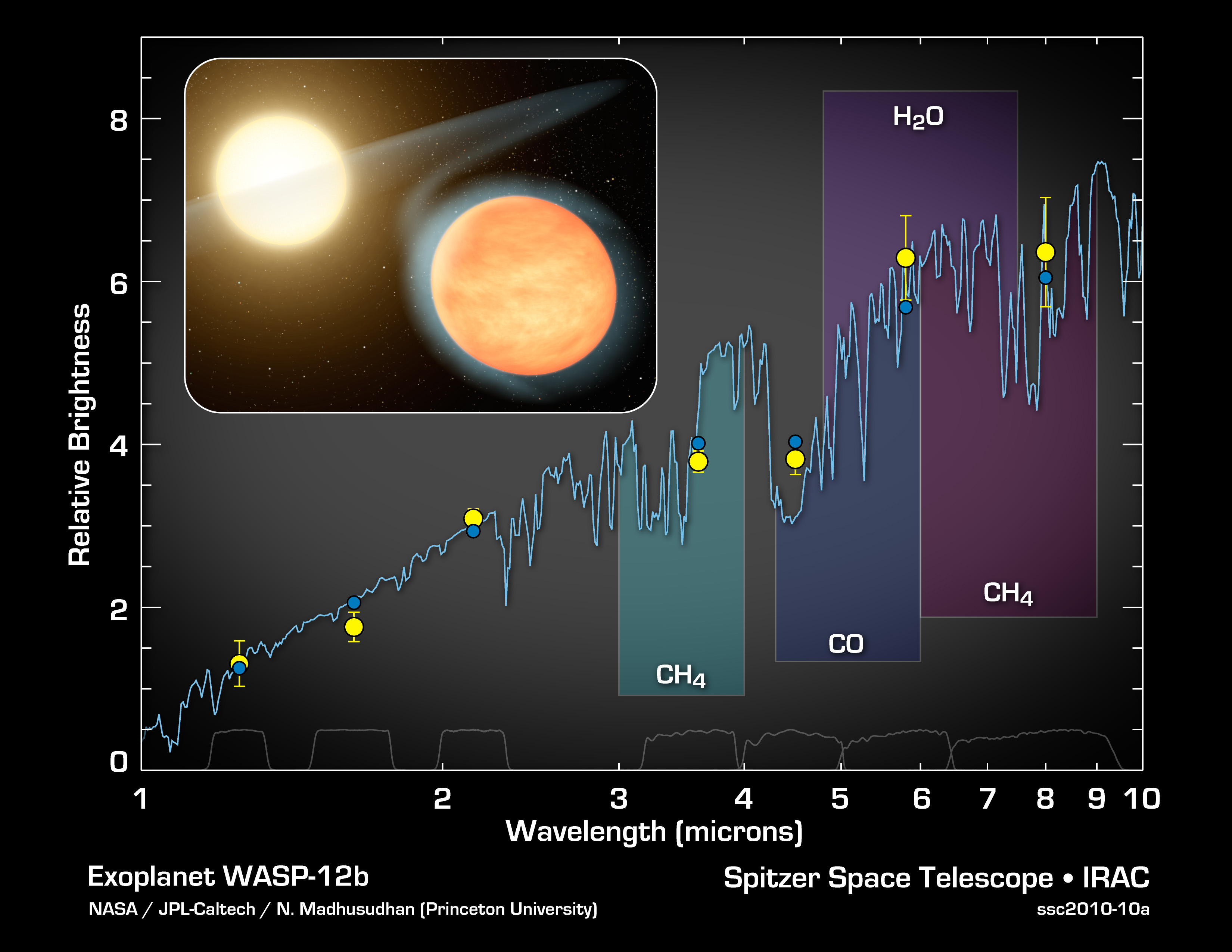
WASP-12b và ngôi sao chủ, WASP-12 – với phổ hồng ngoại cho thấy sự hiện diện của các phân tử hóa học khác nhau.
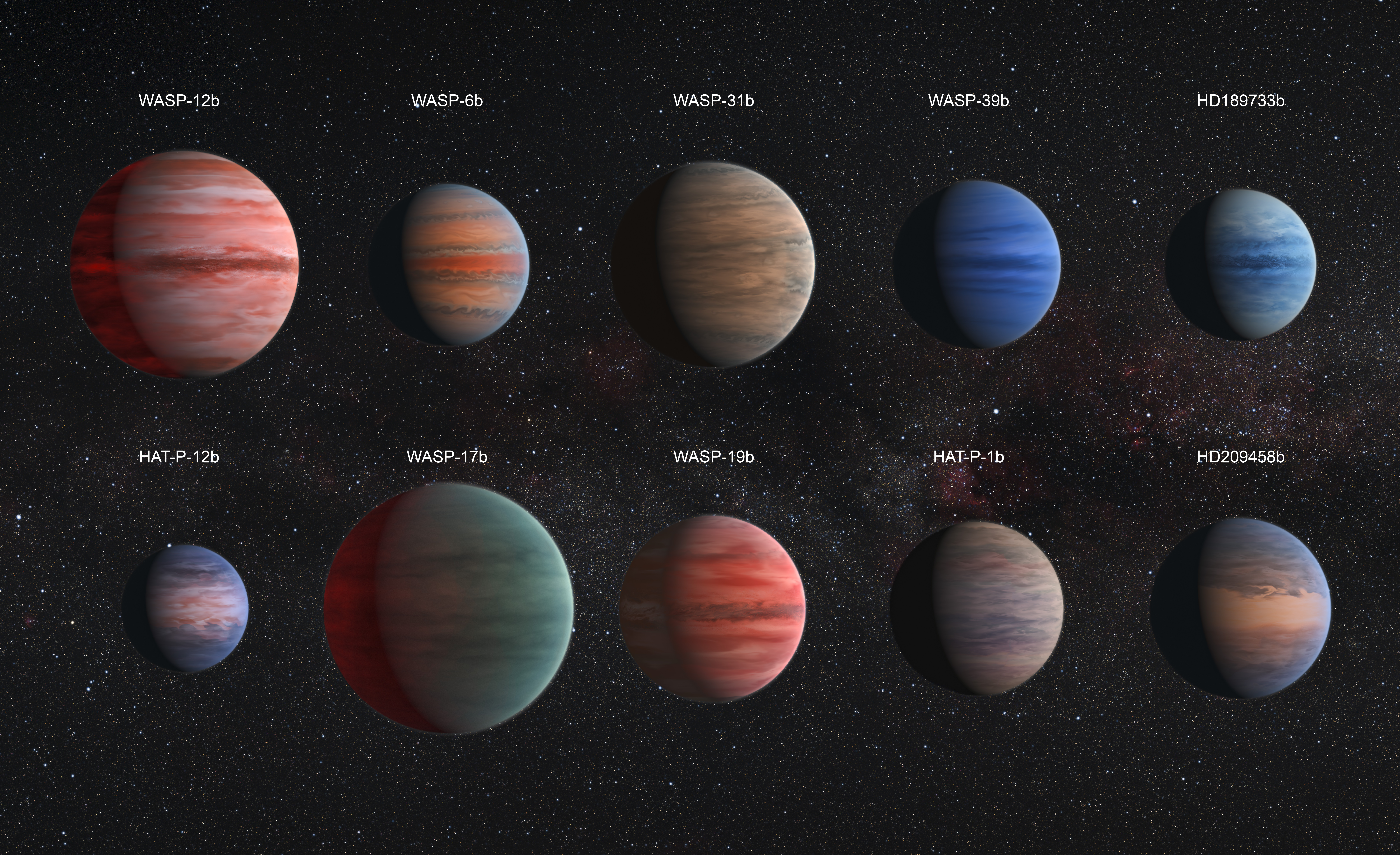
So sánh các ngoại hành tinh "Sao Mộc nóng" – từ trái trên đến phải dưới: WASP-12b, WASP-6b, WASP-31b, WASP-39b, HD 189733b, HAT-P-12b, WASP-17b, WASP-19b, HAT-P-1b và HD 209458b.